# Брессей
Бре́ссей (англ. Bressay) — остров в архипелаге Шетландских островов на севере Шотландии.

## География

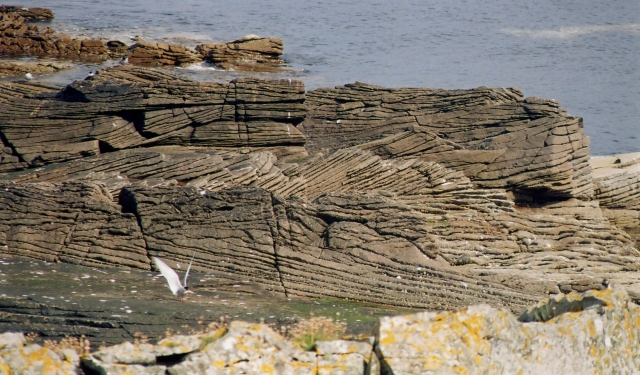
Песчаник.

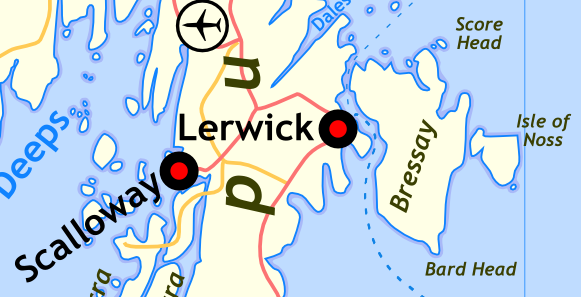
Карта острова Брессей

Расположен к востоку от острова Мейнленд, от которого отделен узким проливом меньше километра шириной, напротив Леруика. Еще восточнее лежит остров Носс.
Омывается водами Северного моря. В северо-восточный берег острова врезана бухта Во-оф-Каллингсборо.
Площадь острова составляет 28,05 км². Вытянут в направлении с севера на юг при длине около 9 км и ширине около 5 км. Наивысшая точка — гора Брессей-Уорд, 226 метров над уровнем моря.
С геологической точки зрения состоит из красного песчаника с вторжениями базальтов. Имеется несколько морских пещер и природных арок. На острове насчитывается 11 озёр. Практически безлесен.

## Население
Население по данным переписи 2001 года — 384 человека.

## Религия
На острове расположена одна из трех церквей прихода «Леруик и Брессей» Церкви Шотландии.

## Политика
Местное самоуправление на острове осуществляет совет Брессея, состоящий из восьми депутатов, и совет Шетландских островов.

## Экономика

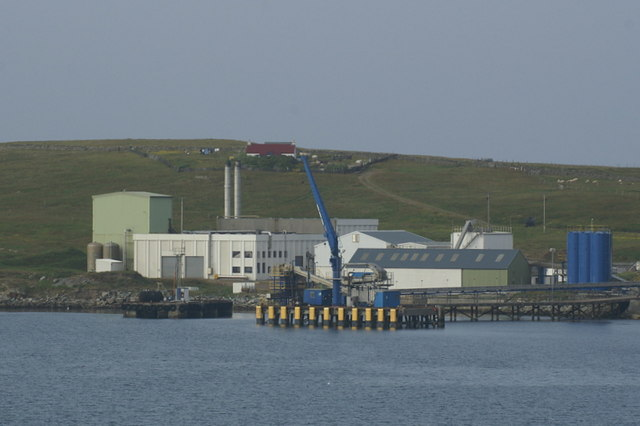
Фабрика по производству рыбной муки.

Одним из основных работодателей на острове является фабрика по производству рыбной муки.

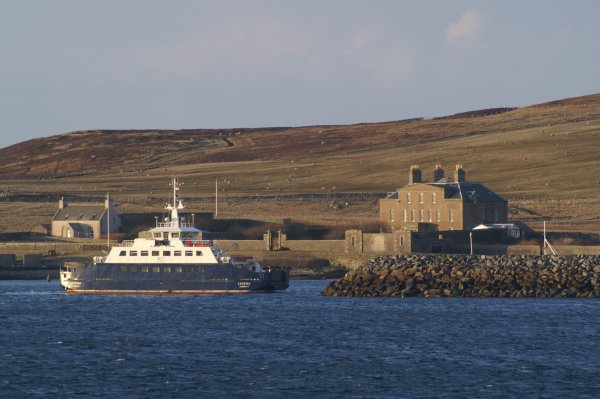
Паром.

Паромное сообщение из деревни Мэрифилд в Леруик на острове Мейнленд обеспечивает компания «Shetland Islands Council Ferries».

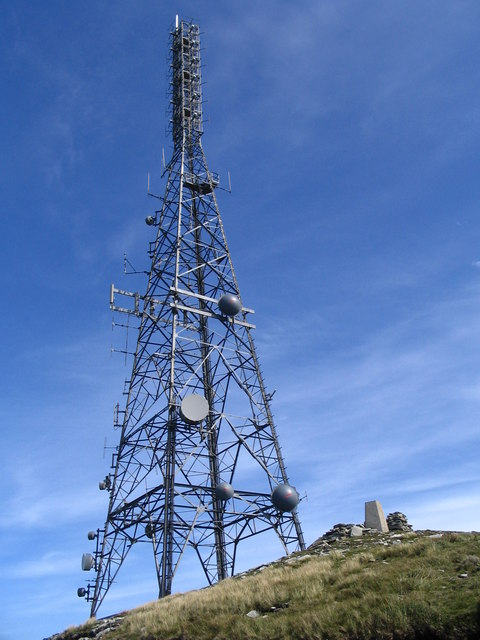
Одна из вышек на горе Брессей-Уорд.

В наиболее возвышенном месте острова на горе Брессей-Уорд построены семидесятиметровые стальные вышки станции «Bressay transmitting station», предназначенные для передачи телевизионного и радио сигналов и видимые с большей части Шетландских островов. Радиостанция «Shetland Islands Broadcasting Company» имеет на острове свой основной передатчик.
Маяк Брессея построен в 1858 году Томасом и Дэвидом Стивенсонами.

## Культура
Выставки «Музея Брессея» открытого в 1996 году посвящены местной истории и другому.
В начале каждого года на острове проводится часть фестиваля «Up Helly Aa».
Один из вариантов шотландской колыбельной «Baloo Baleerie» называется «Bressay Lullaby».

## Достопримечательности

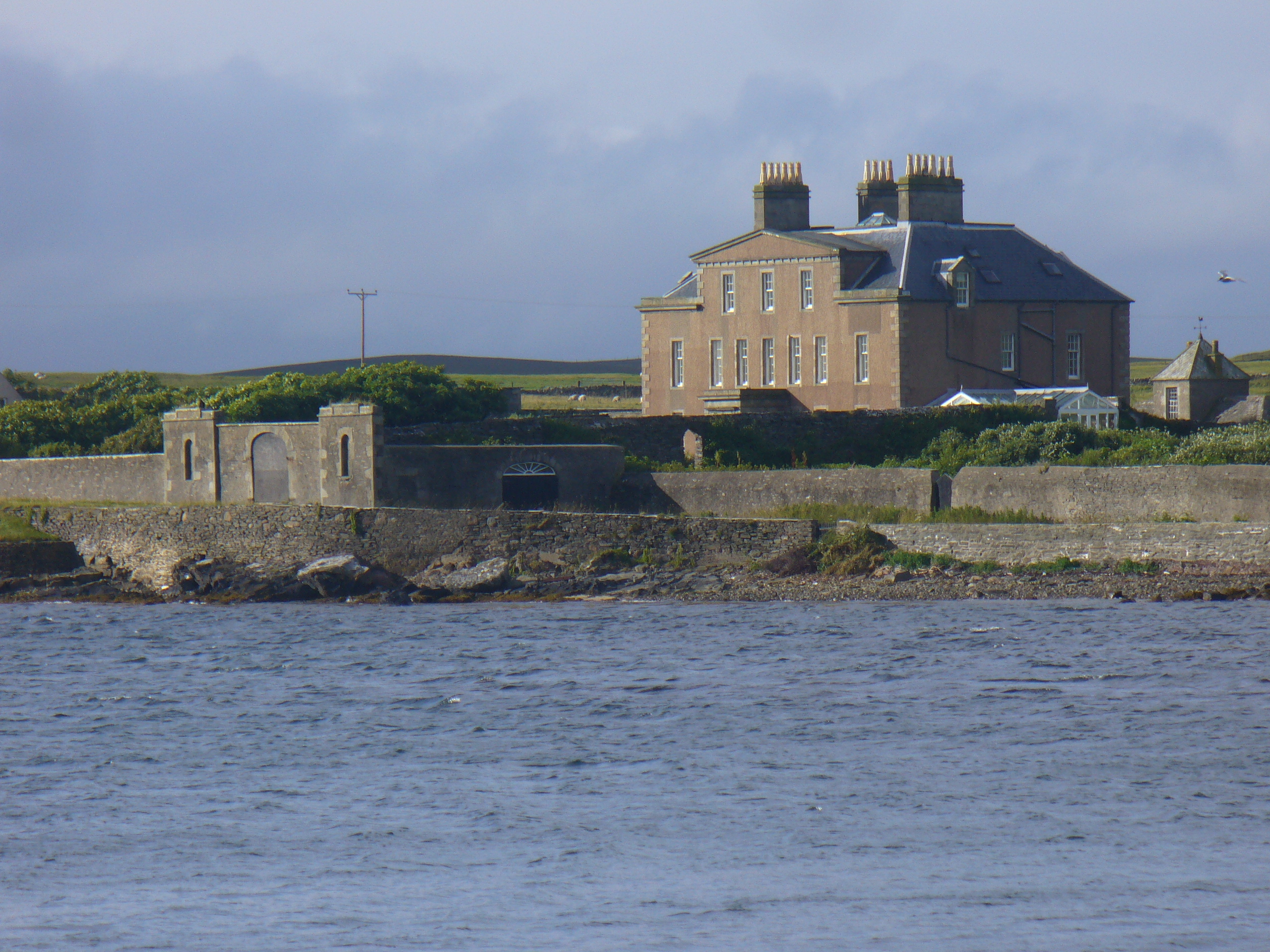
Усадьба Гарди-Хаус.

- Гарди-Хаус — загородная усадьба, построена в 1724 году. В 1971 году включена в список памятников архитектуры категории «A»[13].

## Другое
- В 1836 году на острове родился Роберт Гамильтон, губернатор острова Тасмания в 1887—1892 годах[14].
- В 1852 году на острове был обнаружен пример огамического письма[15].
- В 1911 году на острове родился Артур Скотт Робертсон, музыкант, скрипач[16].